# OMV公司
OMV，原名奥地利石油天然气集团（Österreichische Mineralölverwaltung Aktiengesellschaft），是一家奥地利维也纳的跨国石油、天然气公司，2023年福布斯全球2000强中位列全球第357位。
其业务主要包括石油和天然气上游、下游业及石化和塑料回收。

## 历史
1956年7月3日，该公司正式成立，1960年开设了施韋夏特炼油厂，1968年与前苏联签订第一份天然气供应合同。
1987年底，公司5%的股份私有化，成为奥地利第一家公开上市的国有公司。1990年6月26日，它在维也纳开设了第一家加油站。
2022年12月，阿布扎比国家石油公司宣布收购其24.9%的股份。
2024年12月11日，OMV终止与俄罗斯天然气工业股份公司的长期天然气供应协议，并且不再在俄罗斯开展商业活动。OMV对该决定指出，在因天然气供应不正常而对俄罗斯天然气工业股份公司提起仲裁程序后，根据国际商会的规则做出的裁决，OMV获得2.3亿欧元的赔偿。OMV决定以抵消天然气交付账单的方式收回仲裁法院在对俄罗斯天然气工业股份公司的索赔中裁定的赔偿金，随后俄罗斯天然气工业股份公司违反合同义务，停止向奥地利供应天然气。